# 亞德金瓦利鎮區 (北卡羅萊納州考德威爾縣)
亞德金瓦利鎮區（英語：Yadkin Valley Township）是位於美國北卡羅萊納州考德威爾縣的一個鎮區。

## 地方資料
亞德金瓦利鎮區的面積為124.84平方千米，皆為陸地。根據2020年美國人口普查的數據，當地共有人口1100人，而人口密度為每平方千米8.81人。